# Anžuvinsko Carstvo
Anžuvinsko Carstvo ili Carstvo Plantageneta (fra. Empire Plantagenêt) opisuje posjede dinastije Anjou-Plantagenet tijekom 12. i 13. stoljeća, kada su vladali područjem koje je pokrivalo otprilike pola Francuske, cijelu Englesku i dijelove Gospodstva Irske i Kneževine Walesa, te imali daljnji utjecaj na veći dio preostalih Britanskih otoka. Može se opisati kao rani primjer složene monarhije. Carstvo je uspostavio Henrik II., koji je naslijedio svog oca Geoffreyja kao vojvoda od Normandije i grof od Anjoua. Henrik II. se 1152. godine oženio Eleonorom od Akvitanije, stekavši Vojvodstvo Akvitaniju, i naslijedio pravo svoje majke carice Matilde na englesko prijestolje, naslijedivši svog suparnika Stjepana 1154. godine. Iako je njihova titula najvišeg ranga došla iz Kraljevine Engleske, Plantageneti su održavali sud, prvenstveno na kontinentu u Angersu (u Anjouu) i u Chinonu (u Touraineu).